# Henning Brøndum
Henning Emil Brøndum (10. marts 1916 på Vesterbro i København, død 9. maj 1947 i Henrettelsesskuret på Christianshavn) var en dansk nazist og et af de mest frygtede medlemmer af Petergruppen, der udøvede terror under besættelsen. Han blev henrettet under retsopgøret.

## Liv og karriere
Brøndum var søn af mekaniker Svend Aage Brøndum og Malene Kirstine Johanne (alt. Johanne Christine Malene f. Jensen). Da forældrene blev skilt i 1931, flyttede han med sin far.
I 1938 meldte han sig ind i det danske nazistparti, DNSAP, og søgte året efter ind i DNSAP's stormtropper, SA. Efter 2. verdenskrigs start og den tyske besættelse meldte Brøndum sig i december 1940 til Waffen-SS og blev i januar 1941 sendt til SS-skolen i Sennheim. Her var han, afbrudt af en orlov i Danmark, til 1. juli 1941. Herefter fortsatte uddannelsen på SS-skolen i Graz i Østrig til den 18. august 1941, hvor han blev sendt til fronten ved Dnepr-Petrovsk i Rusland i Regiment "Nordland" i 5. SS-Division "Wiking".
I maj 1942 blev Brøndum hentet tilbage fra fronten for at indtræde i Frikorps Danmark (danskere i frivillig tysk militærtjeneste). Korpset var klar til afsendelse til fronten, men Brøndum indtrådte først i Frikorpsets erstatningskompagni, hvorfra han blev sendt til 2. kompagni i juli 1942. Han deltog kortvarigt i Frikorpsets kampe ved Demjansk og blev såret i kamp og sendt på lazaret. Efter en orlov i Danmark i september 1942 kom Brøndum tilbage til sit kompagni i Frikorpset, og såredes her igen i kamp den 28. februar 1943.
Henning Brøndum kom atter på lazaret, hvor han forberedte sig på atter at blive sendt i kamp. I mellemtiden var Frikorps Danmark trukket tilbage fra fronten og ved at blive omgrupperet til et regiment. Brøndum sendtes i maj 1943 til Kroatien for at deltage i specialoperationer mod partisaner. De guerillakampe endte meget blodige, og i den korte tid, specialenheden opererede i Kroatien, blev den kraftigt decimeret. Brøndum såredes endnu en gang den 1. august 1943 og sendtes på lazaret.
Efter orlov i København i september 1943 var Brøndum den 1. oktober 1943 på SS-skolen i Hannover, til han den 1. december 1943 fortsatte ved SS-skolen i Hamburg.
Den 1. februar 1944 kom Brøndum tilbage til Danmark, hvor han meldte sig til Schalburgkorpset og indtrådte i korpsets efterretningstjeneste, ET. Afdelingen havde en særlig status i Schalburgkorpset, idet den fungerede autonomt og i tiltagende grad udførte aktioner på tyskernes foranledning. Brøndum deltog i mange af ET's aktioner og blev derfor rekrutteret af tyskerne allerede få måneder senere i april 1944 til aktiv indsats i Petergruppen, hvor han fungerede krigen ud med tyskeren Otto Schwerdt ("Peter Schäfer") som overordnet. Petergruppen skulle gengælde modstandsbevægelsens aktioner efter "øje for øje"-princippet. Hvis modstandsbevægelsens grupper havde forøvet skade på tyske interesser, skulle Petergruppen udføre clearingmord, terror mod civilbefolkningen, drab på modstandsfolk eller hærværk mod populære danske attraktioner.
I Petergruppen blev den koldblodige Brøndum hurtigt en af de ledende aktører. Under øgenavnet "Snaps" og dæknavnet "Harald Jensen" deltog han i mange aktioner og likviderede personligt blandt andre kunstneren Otto Bülow (1. august 1944), modstandsmanden Ejler Haubirk (20. oktober 1944) og teologen Egon Johannesen (24. november 1944) blev også helt tilfældige ofre for terroren. Han og Kai Henning Bothildsen Nielsen dræbte inden for samme døgn i november 1944 seks tilfældige københavnere. Med Henning Brøndum i spidsen sprængte danske nazister den 14. december 1944 Odinstårnet i Odense som hævn for den stigende sabotage mod tyskerne i Odense. Han og resten af banden sendtes til Aalborg for at likvidere populære aalborgensere og forrette hærværk mod butikker og forlystelser. Den 10. og 11. oktober 1944 var det Svendborg, det gik ud over. Her ødelagde Brøndum og resten af gruppen blandt andet Svendborg Avis' bygning og andre forretninger i byen.
Den 8. oktober 1944 anbragte han sammen med et andet gruppemedlem Ib Nedermark Hansen to bomber i Jyllandsekspressen, da den holdt i Hobro. Kun den ene bombe gik af og dræbte 10 og sårede mere end 25 personer.
Da Petergruppen opløstes ved befrielsen, forsøgte Brøndum at gå under jorden, hvilket ikke lykkedes ham. På selve befrielsesdagen den 5. maj 1945 blev han arresteret af frihedskæmpere.
I retsopgøret dømtes han for 38 mord, tre drabsforsøg, 59 sabotagehandlinger, to togattentater og otte røverier. Den 14. april 1947 blev han sammen med seks andre danskere dømt til døden ved skydning. Dommen blev eksekveret klokken fire om morgenen den 9. maj 1947 på Bådsmandsstrædes Kaserne i København.